# Mazzin
Mazzin är en ort och kommun i provinsen Trento i regionen Trentino-Sydtyrolen i Italien. Kommunen hade 579 invånare (2018).